# Chalki
Chalki (Grieks: Χάλκη, soms Khalki of Chalce) is een klein Grieks eiland (28 km²), welke behoort tot de eilandengroep Dodekanesos en ten westen van het eiland Rhodos ligt. Bestuurlijk is dit eiland sedert 2011 een Griekse gemeente (dimos) in de bestuurlijke regio (periferia) Zuid-Egeïsche Eilanden. Het eiland bestaat uit de delen Chorio (Χωριό, 'dorp') en Emporio (Εμποριό, 'markt'). De meeste inwoners wonen in Emporio.
Bij Chalki horen ook verschillende onbewoonde eilandjes, waarvan Alimia de grootste is.
Chalki heeft geen natuurlijke waterbronnen. Regenwater wordt in cisternes opgevangen. Drinkwater komt van Rhodos en van de ontziltingsinstallatie op Chalki.

## Geschiedenis
Het eiland heeft behoord tot het Romeinse Rijk en het Byzantijnse Rijk. Vanaf de 7e eeuw tot 825 was het in Arabische handen, waarna het Byzantijnse Rijk het weer in bezit had tot 1204. Tot 1523 hadden Venetië en Genua het voor het zeggen op Chalki. Daarna behoorde het eiland tot het Ottomaanse Rijk. In 1912 nam Italië het in bezit. In 1948 werd Chalki onderdeel van Griekenland.
Na de Tweede Wereldoorlog nam het aantal inwoners af door emigratie. Het eiland raakte bijna geheel verlaten. Een grote groep inwoners was naar Tarpon Springs, Florida, verhuisd, waar zij een Griekse gemeenschap vestigden.
Op Chalki staat de ruïne van een kasteel van de Johannieterorde.

## Economie
De voornaamste inkomstenbron is het toerisme. Daarnaast is de visserij van belang.